# Ranger 3
Ranger 3 fu una sonda spaziale statunitense che fu lanciata con l'intenzione di raggiungere la Luna.

## La sonda
Ranger 3 apparteneva alla seconda generazione di sonde del Programma Ranger. Il veicolo di base era alto 3,1 metri e consisteva in una capsula lunare ricoperta di balsa per limitare i danni derivanti dall'impatto con la superficie lunare, mentre la base, di forma esagonale di 1,5 metri di diametro accoglieva l'antenna parabolica ad alto guadagno e due pannelli solari erano disposti come due "ali" ed erano lunghi ben 5,2 metri. L'energia elettrica veniva fornita da 8.680 celle solari poste sui due pannelli e da una batteria di zinco - argento di 57 kg. Possedeva un motore principale più un retrorazzo frenante. Il controllo della sonda era affidato ad un computer a stato solido montato a bordo, mentre da terra riceveva i vari comandi da eseguire. 

Il sistema di comunicazione prevedeva, oltre all'antenna ad alto guadagno, anche un'antenna omnidirezionale a guadagno medio e due trasmittenti, uno a 960,1 MHz e l'altro a 960,05 MHz.

La navigazione e il controllo di assetto erano affidati a sensori solari e terrestri. La temperatura era controllata passivamente, con placcature d'oro, alluminio lucido e vernice bianca.

A bordo erano alloggiati i seguenti strumenti scientifici:
- Una videocamera vidicom con uno scanner in grado di "leggere" una foto in 10 secondi.
- Uno spettrometro a raggi x.
- Un altimetro radar.
- Un sismometro da rilasciare sulla Luna.

Il sismometro, chiamato "Tonto", era chiuso in una capsula e possedeva un trasmettitore di 50 mW, un'antenna orientabile e 6 batterie che avrebbero dovuto alimentarlo per 30 giorni. Era progettato per sopportare un urto con la superfici lunare fino a 130/160 km/h.

## La missione
Ranger 3 fu lanciato il 26 gennaio del 1962 alle 20:30:00 UTC tramite il razzo vettore Atlas-Agena. Questa volta la sonda riuscì a lasciare l'orbita bassa terrestre ed iniziò il suo viaggio verso la Luna. Al momento della separazione della capsula dal vettore ci fu un malfunzionamento del booster principale e Ranger 3 acquisì troppa velocità. Fu inviato il comando per frenare, ma questa manovra fece perdere la rotta e l'allineamento con la Terra. Non fu più possibile correggere la navigazione e la sonda mancò la Luna di appena 36.800 km il 28 gennaio. Comunque alcune immagini che la sonda aveva eseguito furono acquisite in maniera fortuita dal centro di controllo.